# وشترمل (بوئين)
وشترمل (بالفارسية: وشترمل) هي قرية تقع في إيران في قسم بوئین الريفي. يقدر عدد سكانها بـ 0 نسمة بحسب إحصاء 2016.